# 天道教青友党
天道教青友黨（朝鲜语：／ ch'ŏndogyoch'ŏngudang）是朝鲜民主主义人民共和国的一個政党。该党成立于1946年2月8日，主要由信仰天道教的农民组成。其目的是，以“辅国安民”的爱国思想和自主精神参加维护民族独立，建设富强的民主国家的事业。该党是参加朝鲜民主主义民族战线和祖国统一民主主义战线的主要成員之一，接受朝鲜劳动党的领导。

## 历史
1946年2月8日，天道教青友黨宣告成立，金達鉉任第一任党首。

## 历任领导
中央委员会委员长
- 金達鉉（1946—1958年）
- 朴信德（1958—1970年代）
- 金長壽（1970年代）
- 鄭新赫（1979年—1989年）
- 崔德新（1989年）
- 鄭新赫（1990—1993年）
- 柳美英（1993—2016年）
- 尹正虎（2016—2019年）
- 李明哲（2019年至今）